# Champ pétrolifère Karabakh
Karabakh est un gisement de pétrole et de gaz en mer dans la mer Caspienne, situé à 120 km (75 mi) à l'est de Bakou, en Azerbaïdjan, dans la partie nord de l'archipel d'Abcheron. Un contrat de service des risques pour le développement du champ de Karabagh a été signé le 30 mai 2018, entre SOCAR et Equinor. Le champ pétrolifère de Karabakh est situé à proximité du champ Azeri Chirag Gunashli (ACG) exploité par BP.

## Histoire
Un accord de partage de production (PSA) pour l'exploration et le développement du champ de Karabakh a été signé le 10 novembre 1995. Il est considéré comme le deuxième contrat majeur de l'Azerbaïdjan pour le développement des champs pétrolifères de la mer Caspienne après le projet ACG. L'accord prévoyait une période de développement et de production allant jusqu'à 25 ans avec une extension possible de 5 ans supplémentaires. Le 13 février 1996, l'accord a été ratifié par le Parlement de la République d'Azerbaïdjan. Le contrat est entré en vigueur le 28 février 1996.
Le 4 juin 1996, les sociétés détenant un intérêt dans le projet ont créé un consortium conjoint et l'ont nommé la Compagnie pétrolière internationale de Caspienne (CIPCO). CIPCO a officiellement commencé ses activités en août 1996. Le 26 janvier 1999, CIPCO a annoncé qu'elle cesserait ses activités. Selon la direction du consortium, le développement du champ n'était pas économiquement rentable à ce stade. Selon le président du consortium, James Tilley, le forage de 3 puits indique que le réservoir ne contient pas plus de 30 millions de tonnes de pétrole. CIPCO a officiellement terminé ses opérations le 23 février 1999. Le total des dépenses engagées s'est élevé à près de 100 millions de dollars.
En avril 2006, SOCAR a annoncé qu'elle serait en mesure de développer le domaine lui-même sans investissement étranger. Les dépenses totales atteindraient près de 200 millions de dollars. Selon le vice-président de la SOCAR, Khochbakht Youssifzadé, l'étude de faisabilité de deux des puits forés a révélé la disponibilité de 10 millions de tonnes de pétrole et de 5 à 6 milliards de mètres cubes de gaz naturel, ce qui donne une image claire de l'ensemble des réserves récupérables.